# Ab in den Knast (2006)
Ab in den Knast (Originaltitel: Let’s Go to Prison) ist eine US-amerikanische Filmkomödie von Bob Odenkirk aus dem Jahr 2006. Das Drehbuch orientiert sich lose an dem Buch You Are Going to Prison von Jim Hogshire. Die Erstaufführung in Deutschland fand am 26. April 2007 statt.

## Handlung
Den größten Teil seines Lebens hat John Lyshitski im Gefängnis verbracht. Schon als Jugendlicher wurde er von Richter Nelson Biederman III bestraft. Nun will er sich nach seiner Entlassung an dem Richter rächen, doch der ist drei Tage davor friedlich gestorben.
Bei der Beerdigung fällt John der Sohn, Nelson Biederman IV, auf. John stiehlt Biedermans Geld aus dem Auto, spuckt in dessen Kaffeebecher und leert den Inhalator. Als der cholerische Nelson während der Rückfahrt von der Beerdigung in Rage gerät, versucht er den leeren Inhalator zu verwenden. In seiner Panik stoppt er an einer Apotheke und räumt hektisch die Regale leer auf der Suche nach einem neuen Inhalator. Der Apotheker denkt, Nelson sei ein drogenabhängiger Räuber. Außerdem hält er den Inhalator für eine kleine Pistole und ruft die Polizei. Nelson wird verhaftet und verlangt, dass die Regierung seinen Fall auflösen solle. Der genervte Gouverneur entscheidet, dass Nelson in Haft bleiben soll.
John ist jedoch noch nicht zufrieden und verkauft deshalb wissentlich einem Undercover-Polizisten Marihuana. Bei der Verhandlung seines Falles bekennt er sich vor der gleichen Richterin schuldig, die auch Nelson verurteilt hat. Durch Überredung und Bestechung gelingt es ihm, zusammen mit Nelson in eine Zelle zu kommen. Nelson glaubt, in ihm einen Freund gefunden zu haben.
Nelson schafft es meist durch Glück und Zufall, allen Schwierigkeiten, die John ihm auflädt, aus dem Weg zu gehen. Zudem entdeckt er, dass er schwul ist und sich in den Bandenführer Barry verliebt hat. Nelson, der ein Jahr hinter Gittern verbringen muss, absolviert das Jahr ohne große Probleme und ist relativ beliebt bei den Mitinsassen. Der frustrierte John sabotiert Nelsons vorzeitige Entlassung, indem er ihn am Vorabend mit Drogen betäubt und ihm „White Power“ auf die Stirn und Hakenkreuze auf den Nacken schreibt. Aus Nelsons vorzeitiger Entlassung wird daraufhin nichts. Nelson findet heraus, dass John dafür verantwortlich ist und kämpft mit ihm. Die korrupten Wachen trennen die beiden und zwingen sie zu einem ausweglosen Kampf, in dem der Überlebende von einer Wache umgebracht werden soll.
John und Nelson kommen im Stillen überein zusammenzuarbeiten und injizieren sich beim Kampf gegenseitig eine Substanz, die die beiden in eine Art Koma versetzt, das der bestochene Arzt als Tod ausgibt. Beide werden auf einem Friedhof außerhalb des Gefängnisses begraben. Der mittlerweile entlassene Barry gräbt beide aus. Nelson und Barry wollen zusammen bleiben.
Ein Jahr später präsentieren Barry und Nelson in ihrer Weinkellerei dem Publikum ihren Wein. Ein anwesender Weinkritiker will wahrheitsgemäß eine vernichtende Beurteilung veröffentlichen, wird durch Einschüchterung von John aber davon abgebracht.

## Kritiken
„Komödiantisch gedachte Auseinandersetzung mit dem US-Strafvollzug, die nur denkbar schlechte bis geschmacklose Unterhaltung bietet. Der Film reiht Klischees aneinander und versucht, Drogenmissbrauch, Korruption und Gefängnisvergewaltigungen spaßige Seiten abzuringen.“

„«Ab in den Knast» gehört zu den Komödien, die man am besten in (ange)heiter(t)er Runde geniesst. Wenn der Spaß an Witzen unter der Gürtellinie größer ist als der cineastische Anspruch. Und man fröhlich Löcher in der Handlung ignoriert – Hauptsache, es geht witzig und rasant weiter.“

„Auch dieser Film gehört hinter Gitter.“

## Hintergrund
In den USA spielte der Film knapp 17 Millionen US-Dollar ein. Er wurde in Chicago, Skokie und dem Joliet Prison, Joliet (alle in Illinois) gedreht. Universal brachte den Film am 6. März 2007 auf DVD heraus.